# Pierre Cottereau (chouan)
Pour le directeur de la photographie, voir Pierre Cottereau (directeur de la photographie).
Pour les articles homonymes, voir Cottereau.
Pierre Jean François Cottereau, né le 30 septembre 1755 à Brains-sur-les-Marches (Mayenne), et mort le 11 juin 1794, est, avec ses frères — Jean, René et François — un des chefs de l'insurrection contre-révolutionnaire et royaliste qui s'est développée en Mayenne en 1793.  C'est l'ainé des quatre frères.

## Origine
Frère de Jean Chouan, il est le fils de Pierre Cottereau dit Chouan, bûcheron, et de Jeanne Moyné, son épouse. Il hérita du surnom de Pierre-qui-mouche.

## Avertissement
Une grande partie des biographies sur Jean Chouan repose sur l'ouvrage de Jacques Duchemin des Cépeaux, œuvre rédigée en 1825, à la demande de Charles X, œuvre partisane et comportant de nombreuses affirmations, parfois non-fondées. L'histoire de Jean Chouan comporte donc une grande part de légende.

## Avant la Révolution française
En 1760, il est emmené avec ses frères dans la fermette des Poiriers à Saint-Ouën-des-Toits. Son père meurt en 1778 lui laissant son métier, les trois autres devinrent contrebandiers en sel pour survivre.

## Chouannerie
D'un caractère tranquille et d'une grande piété, Pierre, comme son frère René ne prirent aucune part à l'organisation de la Chouannerie. René et Pierre n'entrèrent qu'après le retour à Saint-Ouën-des-Toits de leur frère Jean, qui avait suivi la grande armée Vendéenne de Laval à Granville, et de Granville au Mans, et après s'être eux-mêmes échappés des prisons de Laval au commencement de 1794 où on les gardait depuis plus de deux mois, coupables seulement, à ce moment, d'avoir leur frère à la tête des insurgés.
Il se joignit bientôt à la division de Jambe d'Argent, et se laissa surprendre en sentinelle, à Cosmes, absorbé dans la récitation de son chapelet. 
Jugé par la Commission militaire révolutionnaire du département de la Mayenne, il est exécuté le 11 juin 1794 à Laval.